# Mocha, Yemen
Mocha (în arabă: المخا) este un oraș în partea de sud-vest a Yemenului, în guvernoratul Ta'izz, port la Marea Roșie. Între secolele al XV-lea și al-XVII-lea a fost o importantă piață pentru cafea. Până și după ce au fost descoperite noi surse de cafea, boabele de cafea Mocca, provenind de aici au fost apreciate pentru aroma lor de ciocolată. Până în secolul al XIX-lea, când s-au ridicat porturile Aden și Al Hudaydah, Mocha a fost principala stație navală ce deservea Sana'a.